# I Told You So (preluare de Carrie Underwood)
Versiunea lui Carrie Underwood după șlagărul lui Randy Travis „I Told You So” a fost lansată la începutul anului 2009. Piesa a fost inclusă pe cel de-al doilea album de studio al artistei, Carnival Ride, fiind lansată ca cel de-al cincilea disc single al materialului. Ulterior, a fost lansată o nouă variantă a cântecului, alături de interpretul Randy Travis. „I Told You So” a obținut locul 2 în Billboard Hot Country Songs, devenind cel de-al nouălea hit de top 3 al artistei în acest clasament. De asemenea, discul a obținut clasări de top 20 în Canada și Statele Unite ale Americii.

## Clasamente
| Clasament                   | Poziția maximă | Referință |
| --------------------------- | -------------- | --------- |
| Canadian Country Singles    | 1              | [ 5 ]     |
| Canadian Digital Songs      | 10             | [ 6 ]     |
| Canadian Hot 100            | 18             | [ 4 ]     |
| Billboard Hot Country Songs | 2              | [ 3 ]     |
| Billboard Hot 100           | 9              | [ 3 ]     |
| Billboard Pop 100           | 25             | [ 3 ]     |
| Billboard Hot Digital Songs | 4              | [ 6 ]     |
| United World Chart          | 24             | [ 4 ]     |